# El Berrueco
El Berrueco település Spanyolországban, Madrid tartományban. El Berrueco Torrelaguna, La Cabrera, Lozoyuela-Navas-Sieteiglesias, Puentes Viejas, Cervera de Buitrago, Patones és Torremocha de Jarama községekkel határos. Lakosainak száma 816 fő (2024).

## Népesség
A település népessége az utóbbi években az alábbiak szerint változott:
| Lakosok száma | 334  | 479  | 590  | 585  | 606  | 634  | 743  | 760  | 801  | 816  |
|               | 2001 | 2004 | 2007 | 2009 | 2012 | 2014 | 2017 | 2019 | 2022 | 2024 |